# Polônia nos Jogos Olímpicos de Inverno de 1992
A  Polônia competiu nos Jogos Olímpicos de Inverno de 1992, em Albertville, na França.